# Patella caerulea
Patella caerulea (Linnaeus, 1758) nota in italiano come patella comune è un mollusco gasteropode della famiglia Patellidae.
Tra le diverse specie del genere Patella è quella maggiormente diffusa nel mar Mediterraneo.

## Descrizione
Ha una conchiglia conica, dal contorno ovale, con un vertice lievemente eccentrico, la cui superficie esterna è di colore dal grigio-giallastro al bruno-rossastro, mentre quella interna è chiara, talvolta con riflessi di colore bluastro.

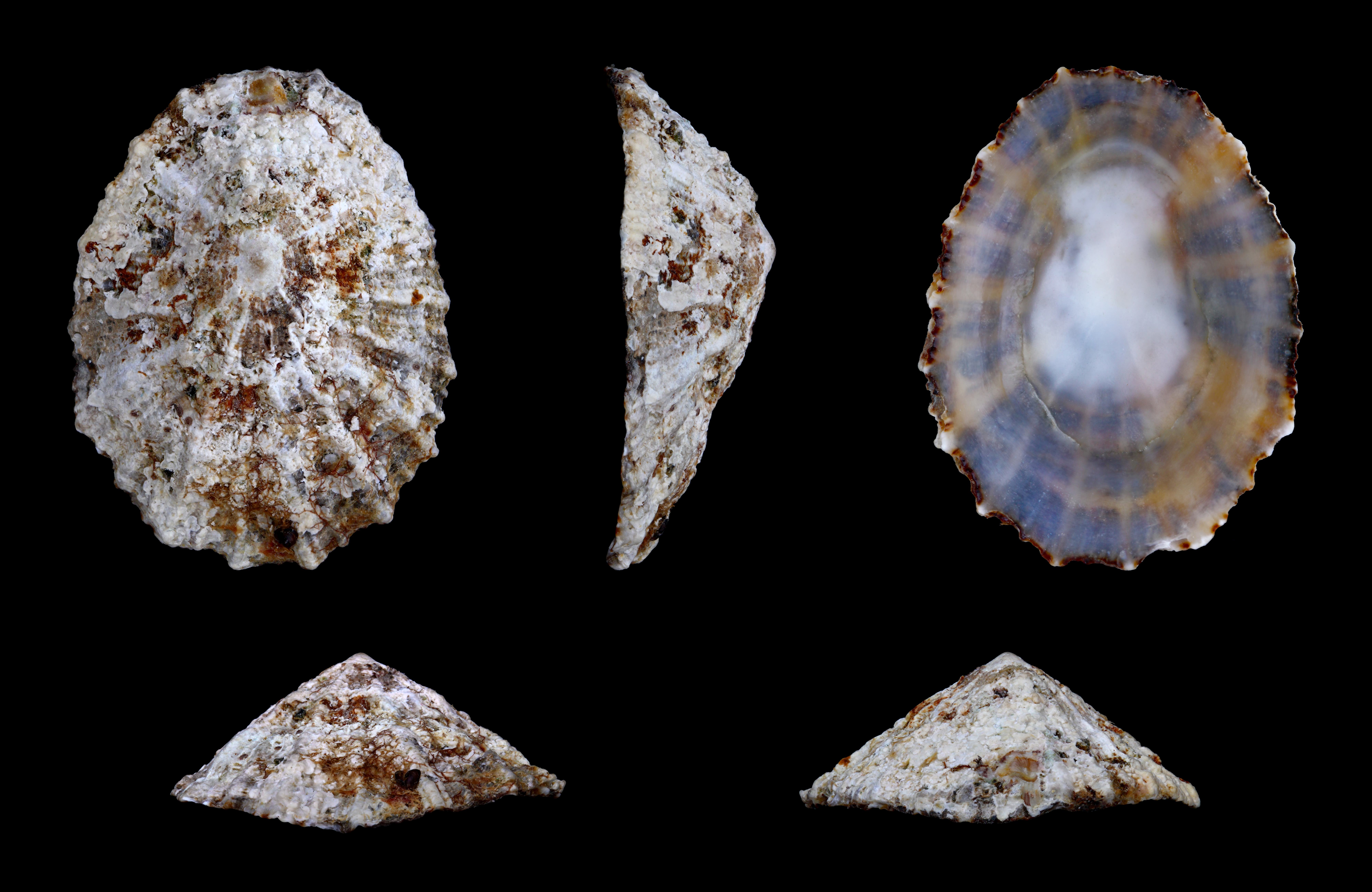
Patella caerulea
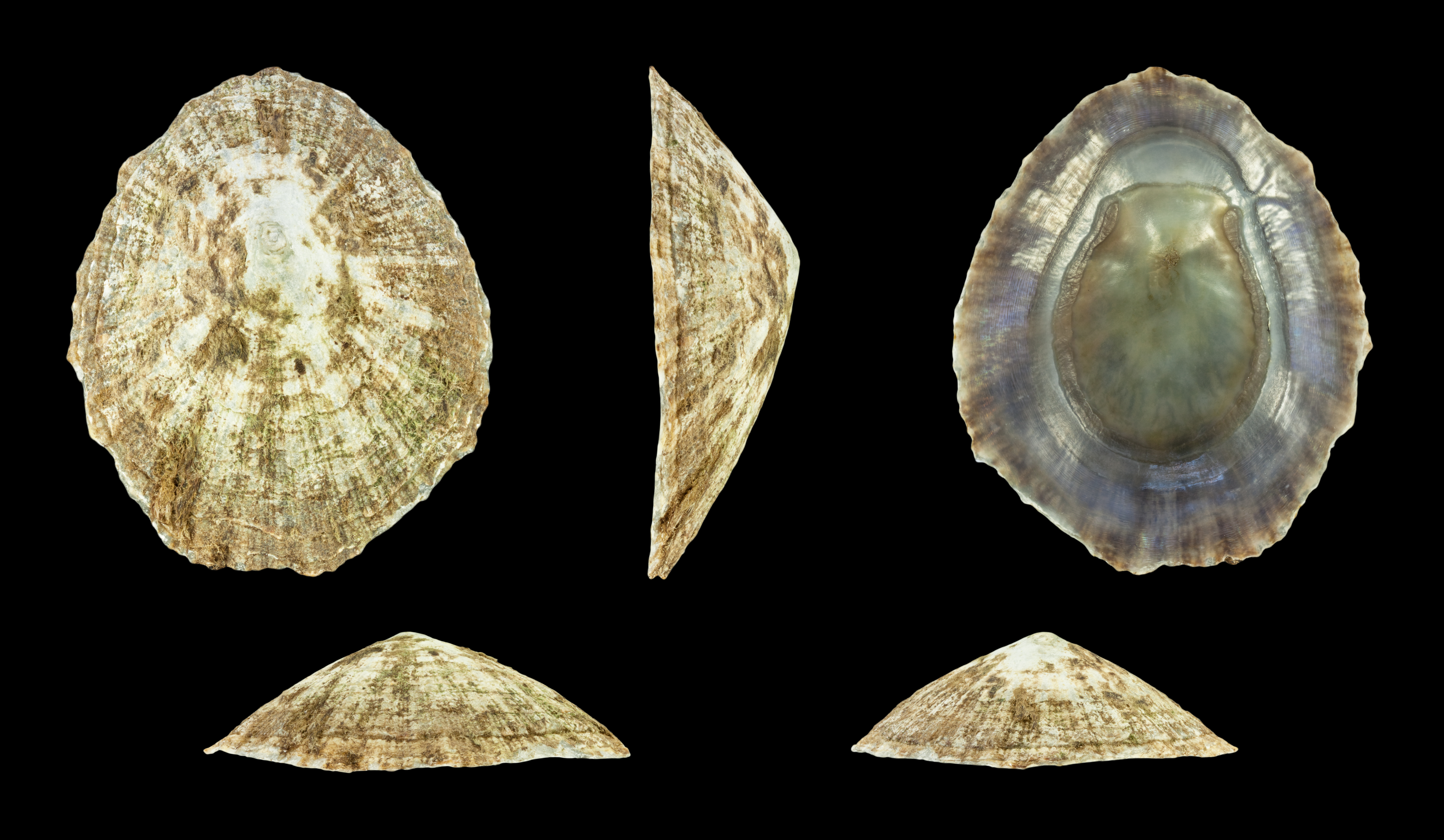
Patella caerulea f. fragilis
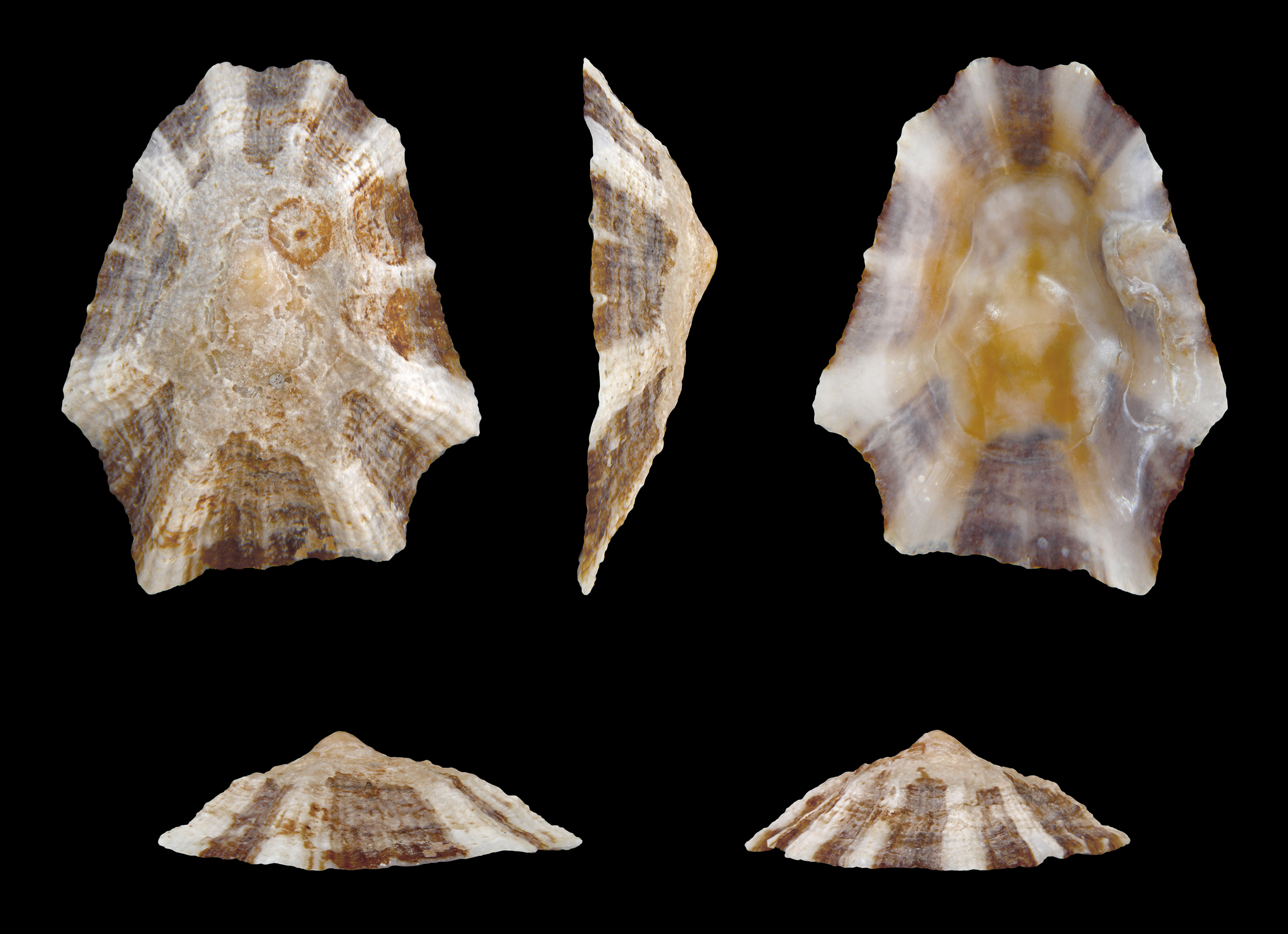
Patella caerulea f. stellata

## Biologia
Vive tenacemente adesa a substrati rocciosi.
Si nutre delle alghe che ricoprono la superficie sulla quale vive.

## Distribuzione e habitat
Mar Mediterraneo, oceano Atlantico e Mar Nero (piano mesolitorale).